# Urs Bärtschi
Urs Bärtschi (* 2. Februar 1957 in Adelboden; † 6. August 2025) war ein Schweizer Eishockeyspieler und ‑trainer, der während seiner Karriere als Spieler unter anderem für den EHC Kloten und den EHC Biel im Einsatz stand und mit diesem 1981 sowie 1983 den Schweizer Meistertitel gewann. Seine Söhne Deny und Patrik waren ebenfalls Eishockeyspieler.

## Karriere
Bärtschi verbrachte seine Juniorenjahre beim EHC Adelboden, ehe er 1972 zum EHC Arosa in die Nationalliga B wechselte. Dort reifte er unter den Fittichen des damaligen Trainers Jürg Ochsner zum Nationalliga-Spieler. Ochsner nahm Bärtschi 1974 im Zuge des Megatransfers zwischen dem EHC Arosa und dem EHC Kloten gleich nach Kloten mit.
1980 warb der Präsident des EHC Biels, Willy Gassmann, Bärtschi mit den berühmten Worten «Dir Urs, was bruuchet Ihr?» ab. Bärtschi soll daraufhin 120'000 Schweizer Franken verlangt haben. Eine hohe Summe für die damalige Zeit. 1981 gewann Bärtschi mit Biel seinen ersten Meistertitel. Zu dieser Zeit stürmte der Flügelspieler, der manchmal auch in der Verteidigung aushelfen musste, an der Seite von Kultstürmer Richmond Gosselin und erzielte 33 Tore. 1983 konnte Biel das Kunststück unter Trainer Kent Ruhnke wiederholen, Bärtschi war in dieser Saison Mannschaftscaptain.
1984 kehrte Bärtschi zum EHC Kloten zurück. Nach drei Saisons wechselte er in die Leventina zum HC Ambrì-Piotta, wo er zwei Spielzeiten verbrachte. 1989 folgte Bärtschi dem Ruf von Starspieler Bernie Johnston zum EHC Bülach, wo der «Jahrhundertsturm» Rüger-Koleff-Bärtschi zur Attraktion der Liga wurde. 1993 beendete Bärtschi im Alter von 36 Jahren seine Karriere mit einem kurzen Gastspiel beim HC Thurgau.

### International
Während seiner aktiven Karriere bestritt Bärtschi 91 Partien für die Nationalmannschaft sowie fünf B-Weltmeisterschaften zwischen 1981 und 1986. An der B-WM 1986 in Eindhoven gelang ihm der Aufstieg in die A-Gruppe. Kurz danach gab Bärtschi seinen Rücktritt aus der Nationalmannschaft bekannt. Seine Begründung: «Gäge Fetissow spiele? Nei, danke.»

## Erfolge und Auszeichnungen
- 1973 Meister der 1. Liga und Aufstieg in die NLB mit dem EHC Arosa
- 1981 Schweizer Meister mit dem EHC Biel
- 1983 Schweizer Meister mit dem EHC Biel
- 1990 Meister der 1. Liga und Aufstieg in die NLB mit dem EHC Bülach

### International
- 1986 Aufstieg in die Top Division bei der B-Weltmeisterschaft